# Norishige Kanai
Norishige Kanai (Japans: 金井 宣茂, Kanai Norishige) (Tokio, december 1976) is een Japans ruimtevaarder. Hij werd in 2009 door NASA geselecteerd om te trainen als astronaut en ging in 2017 voor het eerst in de ruimte. 
Kanai maakte deel uit van NASA Astronautengroep 20. Deze groep van 14 astronauten begonnen hun training in augustus 2009 en werden op 4 november 2011 astronaut. 
In augustus 2015 werd Kanai gekozen voor zijn eerste missie. Zijn eerste ruimtevlucht Sojoez MS-07 vond plaats in december 2017. Hij verbleef 6 maanden aan boord van het Internationaal ruimtestation ISS voor ISS-Expeditie 54 en ISS-Expeditie 55. 